# Коломія (Лодзинське воєводство)
Коломія (пол. Kołomia) — село в Польщі, у гміні Нові Острови Кутновського повіту Лодзинського воєводства.
Населення — 90 осіб (2011).
У 1975-1998 роках село належало до Плоцького воєводства.

## Демографія
Демографічна структура станом на 31 березня 2011 року:
|          | Загалом | Допрацездатний вік | Працездатний вік | Постпрацездатний вік |
| -------- | ------- | ------------------ | ---------------- | -------------------- |
| Чоловіки | 46      | 11                 | 30               | 5                    |
| Жінки    | 44      | 6                  | 25               | 13                   |
| Разом    | 90      | 17                 | 55               | 18                   |